# Filmske mutacije: Festival nevidljivog filma
Festival nevidljivog filma (Filmske mutacije) je godišnja filmska manifestacija koja se održava u Hrvatskoj, u Zagrebu, Rijeci, a dijelom programa i u susjednim državama, primjerice Sloveniji.
Festival je utemeljen 2007. godine. Utemeljitelji su bili filmolozi i filmski kustosi iz inozemstva (Jonathan Rosenbaum (Chicago), Nicole Brenez (Pariz), Alexander Horwath (Beč), Adrian Martin (Melbourne), Kent Jones (New York) i Raymond Bellour (Pariz)). Nadahnuće za ovaj festival su bili filmski eseji koji su izašli u časopisu Trafic. 
Održava se uz potporu Ministarstva kulture RH, Goethe Instituta Zagreba, Ureda za kulturu, obrazovanje i sport Grada Zagreba, Hrvatskog audiovizualnog centra, Hrvatskog društva filmskih redatelja, Ureda za kulturu Grada Rijeke.
Nakana zbog koje se pokrenuo ovaj festival bila je povezati "neke točke nestajanja i pojavljivanja filmskog sjećanja, kroz manje vidljive odrednice filmske povijesti i njihove mutacije."
Glavni urednici i kustosi ovog festivala nisu nužno iz Hrvatske, nego su i iz inozemstva; tako je 2011. tu dužnost obnašao francuski filmolog Raymond Bellour.